# Omar Gonzalez
Omar Gonzalez (født 11. oktober 1988 i Dallas, Texas) er en amerikansk fodboldspiller, der spiller som forsvarer hos Liga MX-klubben Pachuca. Han har tidligere spillet for LA Galaxy i hjemlandet samt for tyske FC Nürnberg. Han spillede college-fodbold på University of Michigan.

## Landshold
Gonzalez har (pr. april 2018) spillet 48 kampe for USA's landshold, som han debuterede for 10. august 2010 i en venskabskamp Brasilien.

## Personlige liv
Gonzalez er født af mexicanske forældre.